# Angelo Peruzzi
Angelo Peruzzi (født 16. februar 1970 i Viterbo, i nærheden af Rom) er en tidligere italiensk fodboldmålmand, der i dag er målmandstræner for det italienske landshold.[kilde mangler]
Angelo Peruzzi fik sin fodboldmæssige opdragelse i AS Roma, hvor han allerede som 13-årig deltog i skudtræningen. Og 13. december 1987 fik han som 17-årig sin debut i Serie A, da holdets førstemålmand blev ramt af et kanonslag under kampen AC Milan- Roma i Milano. Herefter fik han en række kampe på førsteholdet i Roma.
I sæsonen 1989-90 kom han til Hellas Verona, hvor han trods personlig succes ikke kunne hindre klubben i at rykke ned. Herefter røg han tilbage til Roma, hvor han startede hårdt ud med en række flotte kampe. Men i efteråret 1990 blev han sammen med holdkammeraten Andrea Carnevale testet positiv for fentermina og idømt et års karantæne. Han har senere hævdet, at der var tale om et slankemiddel, som klubbens læge havde ordineret til ham for at han skulle smide lidt overflødige kilo. Peruzzi har altid været ret robust bygget og har til tider haft problemer med at holde den ideelle kampvægt.
Efter at være raget uklar med AS Roma, skiftede han i 1991-92 til Torino-klubben Juventus FC. Her slog han mod slutningen af sæsonen den legendariske mangeårige Juve-legende Stefano Tacconi af holdet, først og fremmest takket været en række formidable præstationer i Coppa Italia. Hvor han bl.a. reddede straffespark fra Franco Baresi i Juves semifinalesejr over det dengang nærmest uovervindelige Milan-hold.
I Juventus opnåede Peruzzi kæmpe-succes. Han vandt tre italienske mesterskaber, 1 Champions League, 1 VM for klubhold, 1 Uefa Cup, 1 Europæisk Super Cup, 1 Coppa Italia og to italienske Super Cup's. Det absolutte højdepunkt var vel da han med to redninger i straffesparkskonkurrencen mod Ajax afgjorde CL-finalen i 1996. Samme år var han også førstemålmand for Italien under EM-slutrunden i England, hvor Italien dog røg ud i den indledende runde. 
Efter tiden i Juventus, skiftede Peruzzi til Inter, hvor han dog kun blev en enkelt sæson. Det var Marcello Lippi, der bragte Peruzzi til Inter, og da Lippi stoppede igen i klubben, ville Peruzzi også væk. Han ønskede at vende tilbage til sin hjemstavn i Rom-området og valgte derfor at skrive kontrakt med Lazio, eftersom han var raget uklar med sin barndomsklub Roma efter dopingaffæren i 1991. Her spillede han flere sæsoner på et meget højt niveau og vandt også den italienske Super Cup samt Coppa Italia med Lazio.
Generelt har Peruzzi ikke haft det helt store held med landsholdet. Han præstationer har været upåklagelige, men han var i 1998 så uheldig at blive skadet kort før sit livs chance: VM-slutrunden i Frankrig, hvor han var udset til førstemålmand. Da han så i den forløbne sæson sammen med Juventus oplevede en lidt sløj sæson, udnyttede det unge supertalent Gianluigi Buffon hurtigt situationen til at spille sig på som førstekeeper på landsholdet. En position han har holdt fast i lige siden.
I sommeren 2006 nåede Peruzzi dog mod slutningen af sin lange karriere at opleve den tilfredsstillelse at være med i truppen på det italienske landshold, der vandt Verdensmesterskabet i Tyskland. Peruzzi fik desuden tre kampe i kvalifikationsturneringen på vej mod slutrunden, hvor Buffon var skadet. En opgave han som altid løste fint. 